# Clossiana nestonclara
Clossiana nestonclara är en fjärilsart som beskrevs av Ruggero Verity 1932. Clossiana nestonclara ingår i släktet Clossiana och familjen praktfjärilar. Inga underarter finns listade i Catalogue of Life.